# Maxilar
El hueso maxilar (denominado también maxila o maxilar superior) es un hueso de la cara, par, corto y de forma irregular cuadrilátera, con cuatro caras, interna y externa, cuatro bordes y cuatro ángulos. Es el hueso más importante del viscerocráneo.
En su interior se encuentra una cavidad, recubierta de mucosa y rellena de aire, denominada seno maxilar. Su inflamación, con acumulación de moco o material purulento da lugar a sinusitis.
Se encuentra en el centro de la cara, debajo del frontal y del etmoides. Se articula con estos huesos y con el maxilar superior del otro lado (contralateral), el cigomático (o malar o pómulo), el lagrimal (o lacrimal o unguis), el hueso propio de la nariz (o nasal), el vómer, la porción horizontal del hueso palatino y el cornete inferior (o concha nasal inferior).

## Descripción

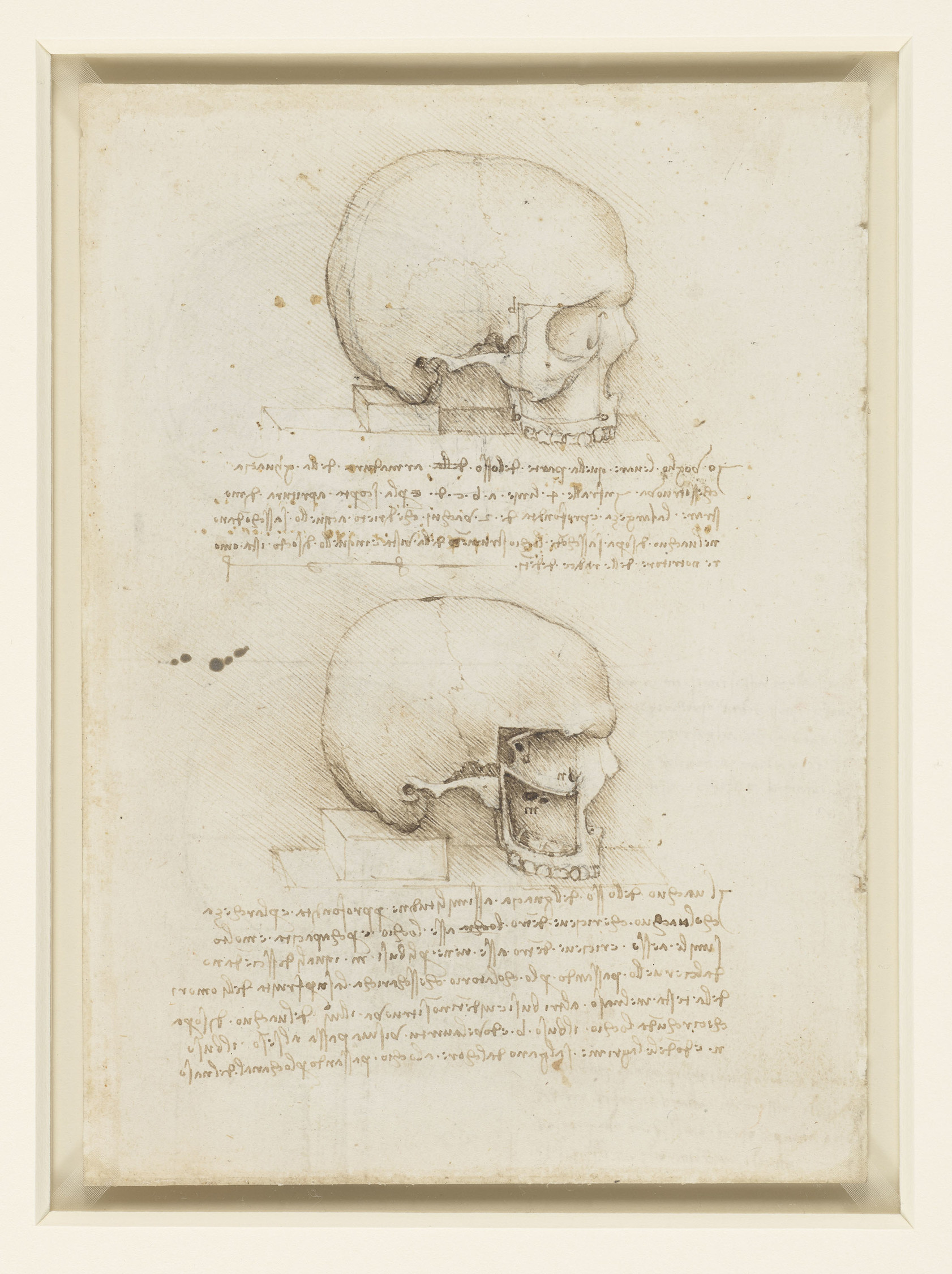
Seno maxilar vista lateral. Dibujo de Leonardo da Vinci, (circa 1489

El maxilar presenta un cuerpo y varias prolongaciones o procesos. Estos son: el proceso frontal, que articula con el hueso frontal, el proceso cigomático, que articula con el hueso cigomático, el proceso palatino, que constituye los dos tercios anteriores del paladar duro, y el proceso alveolar, donde se implantan los dientes.
Presenta una base mayor o interna que forma parte de la cavidad nasal, una base menor o externa que se articula con el hueso cigomático (o malar) y un reborde inferior, donde se alojan los dientes de la arcada superior.
Tiene tres apófisis (procesos): procesos frontales, para la escotadura frontal, procesos palatinos que se articula con la del lado opuesto y los procesos alveolares, para los dientes, poco desarrollado en la infancia y atrófico en la senilidad.
Tiene dos bases, una mayor y otra menor.

### Base mayor
Otra estructura perteneciente a la base mayor es el canal lacrimonasal y un grupo de semiceldillas que se corresponden con sus homólogas de las masas laterales del etmoides, formando en conjunto las celdillas etmoidales.

### Base menor
Superficie rugosa que se articula con el malar, o hueso cigomático

## Cuerpo
El cuerpo tiene cuatro caras: una superior (orbitaria), una nasal, una posterior (infratemporal o cigomática) y una anterior (facial).

### Cara superior (orbitaria)
La cara orbitaria se ubica superior al cuerpo del hueso y forma parte del suelo de la cavidad orbitaria u órbita. Presenta un canal que pasa a convertirse en el conducto infraorbitario, y que se abre a la cara anterior o facial: el conducto infraorbitario, por el cual pasa el paquete vásculo-nervioso infraorbitario (la arteria y nervio infraorbitario). Este conducto, antes de terminar, da en el espesor del hueso el canal dentario anterior que rodeando el orificio piriforme de las fosas nasales, llega al reborde alveolar donde da varias ramificaciones para alvéolos incisivos y caninos (paso de nervios y vasos dentarios anteriores).
Por su disposición se distinguen en la cara superior del maxilar tres bordes:
- Borde anterior, libre y romo, que forma parte del reborde orbitario.
- Borde posterior, libre, que forma parte de la hendidura esfenomaxilar.
- Borde interno, relacionado con el unguis, etmoides y palatino.

### Cara nasal (interna)
La cara nasal es medial al cuerpo de hueso y conforma la pared lateral de la cavidad nasal. Es recorrida por el conducto nasolagrimal. En su interior se ubica el seno maxilar.
Articula con la concha o cornete inferior, el cual delimita la salida del seno maxilar, adelante se articula con la cresta turbinal inferior, cubre el canal nasolagrimal convirtiéndolo en conducto nasolagrimal hacia atrás llega hasta la apófisis maxilar del palatino.

### Cara posterior (infratemporal o cigomática)
Denominada también tuberosidad del maxilar se ubica posterior al proceso cigomático y presenta la tuberosidad del maxilar. Presenta tres pequeños orificios que pasan a ser canales dentarios posteriores, permitiendo el paso de nervios y vasos dentarios posteriores. Esta tuberosidad forma parte de las fosas cigomática y pterigomaxilar, articulándose con el palatino y con las apófisis o los procesos pterigoides del esfenoides.

### Cara anterior (facial)
Limitada por arriba por el reborde orbitario, en su parte posterior por la cresta cigomático-alveolar, por abajo por el reborde alveolar y por delante por el orificio piriforme y la espina nasal.
Además presenta: fosita mirtiforme (músculo mirtiforme y haces del orbicular de los labios), limitada hacia afuera por eminencias caninas (inserción del músculo transverso de la nariz) y fosa canina (músculo canino). y orificio suborbitario ubicado por debajo de la mitad del reborde orbitario.

## En otros animales
Los maxilares están presentes en todos los vertebrados con esqueleto óseo. En la mayoría de los vertebrados, la parte más anterior de los maxilares, donde se encuentran los dientes incisivos, consiste en un par de huesos separados llamados premaxilares. Estos todavía se encuentran como huesos separados en el desarrollo hasta aproximadamente los cinco años de edad. Estos se fusionan con los maxilares en los humanos y algunos otros mamíferos. En los peces, anfibios y reptiles, tanto los premaxilares como los maxilares forman los lados externos de las quijadas, con los premaxilares formando el límite inferior de las narinas. En los mamíferos, en los cocodrilos y, parcialmente, en algunas tortugas, los huesos se curvan interiormente para formar el techo de la boca o paladar secundario.

## Galería de imágenes

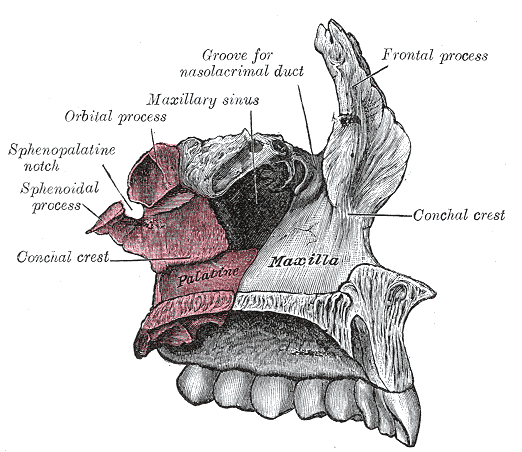
Vista medial (interna) del maxilar superior.
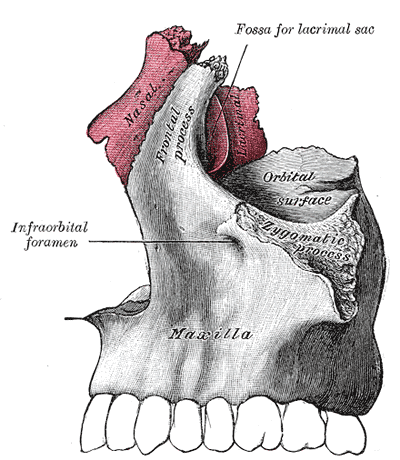
Vista lateral (externa) del maxilar superior.
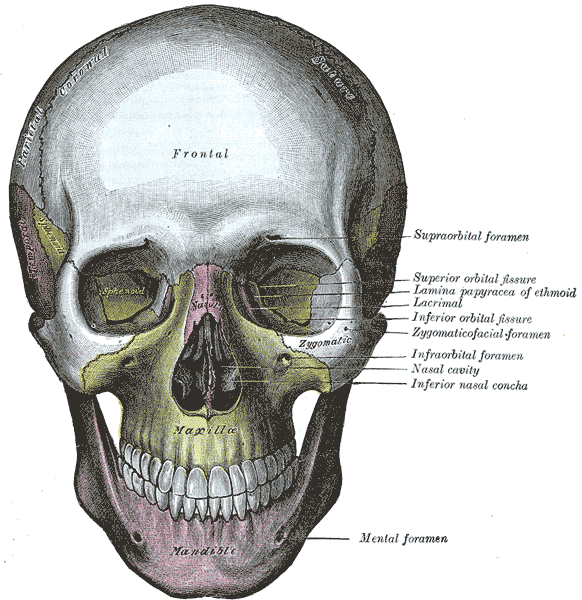
Vista frontal (anterior) del cráneo, mostrando ambos maxilares en su contexto.